# Лодкин, Сергей Иванович
Серге́й Ива́нович Ло́дкин (1902—1955) — советский конструктор в области кораблестроения и морской артиллерии. Лауреат Сталинской премии третьей степени.

## Биография
Родился 27 октября (9 ноября) 1902 год в Ливнах (ныне Орловская область) в семье Ивана Ивановича и Веры Иосифовны Лодкиных. После окончания школы в Ливнах С. И. Лодкин проходил военную службу в Ленинграде, где затем начал трудовую деятельность.
С 1926 года учился на кораблестроительном факультете Ленинградского политехнического института. В 1930 году факультет ЛПИ был выделен в самостоятельный вуз — Ленинградский кораблестроительный институт.
В 1931 году С. И. Лодкин окончил Ленинградский кораблестроительный институт по специальности инженер-кораблестроитель (корпусостроение).
Во время учёбы проходил практику на судостроительных верфях в Гамбурге и Глазго. В 1931—1933 годах работал конструктором, инженером, начальником корпусной секции конструкторского бюро на Балтийском судостроительном и механическом заводе, читал курс теории корабля в Высшем военно-морском инженерном училище имени Ф. Э. Дзержинского. С. И. Лодкин положил начало династии корабелов Лодкиных: инженерами-кораблестроителями стали его младшие братья Александр и Евгений, невестка Ирина, сын Александр и племянник Михаил.

### Работа в шарашке
В декабре 1933 года был арестован и в марте 1934 года был осужден по 58-й статье, пп. 6 и 11 УК на 10 лет «за передачу сведений о нашем ВМФ разведке Чехословакии».
В заключении находился в БелБалтЛаге (Пиндуши) — сначала на общих работах, а затем в качестве конструктора на пиндушской судоверфи. В 1937 году переведен в Особое конструкторское бюро ОТБ УНКВД («шарашку»), помещавшееся в ленинградской следственной тюрьме «Кресты»

. Здесь С. И. Лодкин, в должности главного конструктора и руководителя эскизного и технического проектов, возглавил работу по проектированию двухорудийной 130-миллиметровой артиллерийской установки главного калибра Б-2-ЛМ, которая устанавливалась на лидере эскадренных миноносцев «Ташкент» и эскадренных миноносцах проектов 30, 30-К и 30-бис.
В 1941 году заключенных из КБ перевели этапом в Томскую тюрьму, а через год направили в Молотов, где их ОТБ вошло в состав завода № 172 (Мотовилиха) и стало называться ОКБ-172, которое проработало там до 1944 года

### Возвращение в Ленинград
В июне 1943 года С. И. Лодкин был досрочно освобожден из-под ареста со снятием судимости.
Поступив так же, как и многие другие в подобной ситуации того времени, он предпочел свободе, отягощенной рядом суровых ограничений, полагавшихся «врагу народа», выбор остаться в КБ вольнонаемным и жить в Ленинграде. Он работал главным инженером в вернувшемся в город ОКБ-172 до расформирования этой организации в 1953 году. Затем был начальником конструкторского отдела в ОКБ-43 до конца жизни.

## Награды и премии
- Сталинская премия третьей степени (1946) — за разработку конструкции новых образцов морского артиллерийского вооружения
- орден Красного Знамени
- орден Отечественной войны II степени.